# Nuoto ai campionati mondiali di nuoto 2022 - Staffetta 4x200 metri stile libero femminile
La gara di nuoto della staffetta 4x200 metri stile libero femminile dei campionati mondiali di nuoto 2022 è stata disputata il 22 giugno 2022 presso la Duna Aréna di Budapest. Vi hanno preso parte 12 squadre nazionali.
La gara è stata vinta dalla squadra statunitense, formata da Claire Weinstein, Leah Smith, Katie Ledecky e Bella Sims, mentre l'argento e il bronzo sono andati rispettivamente alla squadra australiana, formata da Madison Wilson, Leah Neale, Kiah Melverton e Mollie O'Callaghan, e a quella canadese, formata da Summer McIntosh, Kayla Sanchez, Taylor Ruck e Penny Oleksiak.

## Podio
| Posizione | Nazione     | Atlete |
| --------- | ----------- | --- |
| Oro       | Stati Uniti | Claire Weinstein Leah Smith Katie Ledecky Bella Sims Alexandra Walsh* Hali Flickinger*                       |
| Argento   | Australia   | Madison Wilson Leah Neale Kiah Melverton Mollie O'Callaghan Lani Pallister* Brianna Throssell*               |
| Bronzo    | Canada      | Summer McIntosh Kayla Sanchez Taylor Ruck Penny Oleksiak Mary-Sophie Harvey* Katerine Savard* Rebecca Smith* |

* Indica le nuotatrici che hanno preso parte solo alle batterie

## Programma
| Data           | Ora (UTC+2) | Turno    |
| -------------- | ----------- | -------- |
| 22 giugno 2022 | 10:11       | Batterie |
| 22 giugno 2022 | 19:50       | Finale   |

## Record
Prima della competizione il record del mondo e il record dei campionati erano i seguenti:
| Record mondiale       | 7'40"33 | Cina Yang Junxuan (1'54"37) Tang Muhan (1'55"00) Zhang Yufei (1'55"66) Li Bingjie (1'55"30)                   | 29 luglio 2021 Tokyo, Giappone        |
| Record dei campionati | 7'41"50 | Australia Ariarne Titmus (1'54"27) Madison Wilson (1'56"73) Brianna Throssell (1'55"60) Emma McKeon (1'54"90) | 25 luglio 2019 Gwangju, Corea del Sud |

Durante la competizione è stato battuto il seguente record:
| Data      | Evento | Atleti                                                                                       | Nazione     | Tempo   | Record                |
| --------- | ------ | -------------------------------------------------------------------------------------------- | ----------- | ------- | --------------------- |
| 22 giugno | Finale | Claire Weinstein (1'56"71) Leah Smith (1'56"47) Katie Ledecky (1'53"67) Bella Sims (1'54"60) | Stati Uniti | 7'41"45 | Record dei campionati |

## Risultati

### Batterie
| Pos. | Batteria | Corsia | Nazione       | Atlete | Tempo   | Note   |
| ---- | -------- | ------ | ------------- | --- | ------- | ------ |
| 1    | 2        | 5      | Australia     | Leah Neale (1'57"03) Lani Pallister (1'56"86) Brianna Throssell (1'57"23) Kiah Melverton (1'56"49)                  | 7'47"61 | Q      |
| 2    | 2        | 4      | Cina          | Li Bingjie (1'57"55) Lao Lihui (1'56"91) Ge Chutong (1'57"92) Ai Yanhan (1'56"70)                                   | 7'49"08 | Q      |
| 3    | 1        | 4      | Stati Uniti   | Alexandra Walsh (1'57"94) Claire Weinstein (1'58"35) Hali Flickinger (1'57"05) Bella Sims (1'55"91)                 | 7'49"25 | Q      |
| 4    | 1        | 5      | Canada        | Mary-Sophie Harvey (1'57"94) Katerine Savard (1'58"41) Rebecca Smith (1'59"03) Taylor Ruck (1'58"21)                | 7'53"59 | Q      |
| 5    | 1        | 3      | Ungheria      | Zsuzsanna Jakabos (2'00"25) Nikolett Pádár (1'57"48) Ajna Késely (1'59"37) Dóra Molnár (1'59"42)                    | 7'56"52 | Q      |
| 6    | 1        | 6      | Brasile       | Stephanie Balduccini (1'58"64) Giovanna Diamante (1'59"57) Aline Rodrigues (2'00"31) Maria Paula Heitmann (1'59"41) | 7'57"93 | Q      |
| 7    | 2        | 6      | Giappone      | Momoka Yoshii (2'01"50) Miyu Namba (1'57"31) Aoi Masuda (1'59"97) Waka Kobori (1'59"89)                             | 7'58"67 | Q      |
| 8    | 2        | 3      | Gran Bretagna | Freya Anderson (1'59"96) Medi Harris (2'01"91) Freya Colbert (1'59"24) Lucy Hope (1'58"76)                          | 7'59"87 | Q, RIT |
| 9    | 1        | 2      | Nuova Zelanda | Erika Fairweather (1'58"88) Eve Thomas (2'00"00) Caitlin Deans (2'03"42) Laura Littlejohn (2'02"57)                 | 8'04"87 | Q      |
| 10   | 2        | 7      | Austria       | Marlene Kahler (2'01"28) Cornelia Pammer (2'02"23) Lena Kreundl (2'01"16) Lena Opatril (2'03"18)                    | 8'07"85 |        |
| 11   | 2        | 2      | Israele       | Lea Polonsky (2'02"62) Anastasia Gorbenko (1'59"88) Aviv Barzelay (2'04"50) Daria Golovaty (2'01"20)                | 8'08"20 |        |
| 12   | 1        | 7      | Corea del Sud | Kim Seo-yeong (1'59"65) Jung Hyun-young (2'04"39) Hur Yeon-kyung (2'06"41) Jo Hyun-ju (2'02"55)                     | 8'13"00 |        |

### Finale
| Pos.    | Corsia | Nazione       | Atlete | Tempo   | Note |
| ------- | ------ | ------------- | --- | ------- | ---- |
| Oro     | 3      | Stati Uniti   | Claire Weinstein (1'56"71) Leah Smith (1'56"47) Katie Ledecky (1'53"67) Bella Sims (1'54"60)                        | 7'41"45 |      |
| Argento | 4      | Australia     | Madison Wilson (1'56"74) Leah Neale (1'55"27) Kiah Melverton (1'55"91) Mollie O'Callaghan (1'55"94)                 | 7'43"86 |      |
| Bronzo  | 6      | Canada        | Summer McIntosh (1'54"79) Kayla Sanchez (1'57"39) Taylor Ruck (1'56"75) Penny Oleksiak (1'55"83)                    | 7'44"76 |      |
| 4       | 5      | Cina          | Tang Muhan (1'58"10) Li Bingjie (1'56"67) Ai Yanhan (1'56"77) Yang Junxuan (1'54"18)                                | 7'45"72 |      |
| 5       | 2      | Ungheria      | Nikolett Pádár (1'58"01) Dóra Molnár (1'59"76) Ajna Késely (1'59"69) Boglárka Kapás (2'00"44)                       | 7'57"90 |      |
| 6       | 7      | Brasile       | Stephanie Balduccini (1'59"00) Giovanna Diamante (1'59"37) Aline Rodrigues (2'00"43) Maria Paula Heitmann (1'59"58) | 7'58"38 |      |
| 7       | 8      | Nuova Zelanda | Erika Fairweather (1'58"24) Eve Thomas (1'59"17) Caitlin Deans (2'01"57) Laura Littlejohn (2'00"10)                 | 7'59"08 |      |
| 8       | 1      | Giappone      | Momoka Yoshii (2'01"67) Miyu Namba (1'58"52) Aoi Masuda (1'59"70) Waka Kobori (2'00"14)                             | 8'00"03 |      |